# Guillaume Bouzard
Guillaume Bouzard, né le 18 mars 1968 à Paris, est un auteur de bande dessinée français.

## Biographie
Né en 1968 à Paris, Bouzard arrive à l'âge de deux mois dans les Deux-Sèvres où il vit toujours. Passionné de dessin dès l'école primaire, il publie dès 1986 à compte d'auteur son premier fanzine intitulé Caca Bémol qui comptera 10 numéros. Après les Beaux-Arts de Toulouse et plusieurs albums chez Les Requins Marteaux et 6 Pieds sous terre, il collabore au magazine Ferraille puis au Psikopat et intègre la famille Fluide glacial dès 2002.
Il a publié de nombreux albums salués par les médias, Le Club des quatre, Mégabras, Moi Bouzard (Fluide glacial) ou encore Football Football (Dargaud), Plageman  (6 Pieds sous terre) et La Bibite à Bon Dieu (Les Requins Marteaux),. Sa série Les Poilus est prépubliée dans le journal Fluide glacial et est parue en album en 2016 à  l'occasion du centenaire de la Bataille de Verdun.
Ses dessins sont aussi publiés dans la presse : Fluide glacial, Spirou, So Foot, Phosphore, Libération, L’Express... Il publie depuis 2013 des dessins d'actualité au sein de l'hebdomadaire du mercredi Le Canard enchaîné.
Il a reçu le prix Jacques-Lob (Festival BD Boum  - Blois 2014), le grand prix (Festival Quai des Bulles - Saint Malo 2014) et prix Schlingo (Festival d'Angoulême 2013).
En 2017, quelques mois après la version de Matthieu Bonhomme, il publie à son tour un album en hommage à Lucky Luke intitulé Jolly Jumper ne répond plus,,,. Comme beaucoup de commentateurs dans la presse, Frédéric Potet dans Le Monde des Livres salue son travail : « cela faisait longtemps que l’on ne s’était pas autant esclaffé en lisant un Lucky Luke ». Le 30 novembre 2017, le Festival international de la bande dessinée d'Angoulême annonce qu'il est le prochain Président du grand Jury en janvier 2018. Il est également président à vie du festival à 2 bulles, organisé à Niort dans les Deux-Sèvres depuis 2007.
Toujours fidèle à la maison d'édition indépendante 6 Pieds sous terre, il y publie début 2024 l'album "T'inquiète" réalisé à cinq avec Gilles Rochier, Fabcaro, Fabrice Erre et B-gnet, où cinq musiciens, anciens membres d'un orchestre philharmonique, doivent se retrouver 20 ans après avoir vécu un crash d'avion auquel ils ont survécu, afin de commémorer les disparus,,.
C'est chez Fluide glacial que Guillaume Bouzard sort au printemps 2025 un nouvel album, "Les Vacances chez Pépé-Mémé", en partie inspiré de ses souvenirs d'enfance, où il raconte les aventures de 3 enfants chez leurs grands-parents,,,.
Guillaume Bouzard a publié via une souscription/financement participatif réussie en 2019 avec les éditions Rouquemoute La Grande Aventure, et à cette occasion, "lassé de lire le même texte piqué dans Wikipédia pour les services de presse", a décidé de réécrire lui-même sa notice biographique, que voici :

## Bouzard par Bouzard
"Guillaume Bouzard naît en 1968 à Paris et décide de faire de la bande dessinée car il aime bien les Tuniques bleues. Il crée son fanzine Caca bémol en 1986 (10 numéros) et collabore à de nombreuses publications indépendantes, devenant rapidement le prince de la BD underground tant son talent est immense. Il décide de faire les Beaux-Arts car à un moment, il faut bien apprendre à dessiner pour faire ce métier.
Sympa, jovial, jamais le dernier pour la déconne, Bouzard est capable d’avaler trois assiettes de couscous royal sans perdre sa bonne humeur légendaire. Disons-le : il adore ce plat et ça n’a peut-être rien à voir, mais soudain, tout le monde s’intéresse à lui : Psikopat, Fluide glacial, Spirou... Il a collaboré au magazine So Foot durant dix ans et a travaillé entre autres pour Libération, 20 Minutes, L’Express ou Le Monde sans pour autant snober les gens car c’est un bon gars doublé d’un chic type. Il fait une tripotée d’albums chez des éditeurs aussi divers que Les Requins Marteaux, Six Pieds Sous Terre, Fluide glacial ou Dargaud car c’est un bourreau de travail quand il s’y met.
Sans arrière-pensée, il crée son blog « JeveuxtravaillerpourleCanardEnchaîné » le soir des élections présidentielles de 2012, et tout à coup, son rêve se réalise... En 2017, il se fait son album de Lucky Luke en attendant de reprendre Rahan ce qui arrivera tôt ou tard, c’est obligé... Lassé de lire le même texte piqué dans Wikipédia pour les services de presse, il décide de réécrire lui-même sa bio et est très satisfait quand il la relit avec des petits tapotements sur le ventre. Si quelqu’un sait comment remplacer l’ancien texte par le nouveau, qu’il n’hésite pas un seul instant."

## Œuvres
- La Nuit du canard Garou, Les Requins Marteaux, 1994  (ISBN 2-909590-07-0)
- Les Pauvres types de l’espace (en collaboration avec Pierre Druilhe), 6 pieds sous terre, 1995,  (ISBN 2-910431-02-9)
- Plageman, 6 pieds sous terre

1. Plageman : l'homme-plage, 1997,  (ISBN 2-910431-04-5)
2. Plageman le deux, 2000,  (ISBN 2-910431-11-8)[22].
3. Plageman, 2017,  (ISBN 2352121248), réédition

- Ricou et Bigou, avec Fred Andrieu, Les Requins Marteaux, 2002,  (ISBN 2-909590-67-4)
- Les Tribulations de Pebble et Biozevitch : Le bras qui bouge, avec Jeff Pourquié, Fluide glacial, 2005,  (ISBN 2858154309)
- Coincoin, l'homme manchot empereur, 6 pieds sous terre, 2005,  (ISBN 2910431819)

- Le club des quatre

1. Le club des quatre joue la gagne, Fluide glacial, 2005,  (ISBN 2-85815-429-5)

- The autobiography of me too, Les Requins Marteaux, prépublié dans Psikopat.

1. The autobiography of me too - part 1, 2004,  (ISBN 2-84961-007-0)
2. The autobiography of me too two, 2005,  (ISBN 2849610240)
3. The autobiography of me too free : like a bird, 2008,  (ISBN 978-2-84961-071-8)
4. The ultimate autobiography of me too, 2023,  (ISBN 978-2-84961-335-1) (préface Winshluss)

- The autobiography of a Mitroll, Dargaud, collection Poisson pilote.

1. Mum is dead, octobre (2008) - (Sélection officielle du Festival d'Angoulême 2009),  (ISBN 978-2-20506-033-1)
2. Is dad a Troll?, octobre (2009)

- 43204, Auto-édition, 2006
- Football Football, Dargaud, prépublié dans So Foot et Libération. De janvier 2006 à mai 2007, 2007,  (ISBN 978-2-205-06030-0)
- Football Football - saison 2, Dargaud, prépublié dans So Foot et Libération. De septembre 2007 à juillet 2010, 2010
- Mégabras, Fluide glacial, 2012,  (ISBN 978-2-85815-860-7)
- La Bibite à Bon Dieu, Les Requins Marteaux, collection BdCul, 2013,  (ISBN 978-2849611326)
- Moi, BouzarD, Fluide glacial, février 2014,  (ISBN 978-2352073024)
- Les Poilus, Fluide glacial, février 2016,  (ISBN 978-2352075394)
- Lucky Luke (vu par…) t. 2 : Jolly Jumper ne répond plus, Dargaud, janvier 2017,  (ISBN 978-2205075137)
- La petite Bédéthèque des Savoirs - Tome 15 - Le Rugby. Des origines au jeu moderne, avec Olivier Bras, Le Lombard, 2017,  (ISBN 978-2803637331)
- La Planète des sciences, Dargaud, janvier 2019,  (ISBN 978-2205075137), avec Antonio Fischetti
- La Grande Aventure, Éditions Rouquemoutte, novembre 2019,  (ISBN 978-2366722581)
- Hé... la mer monte !, avec Éric Chaumillon et Mathieu Duméry, Éditions Plume de Carotte, octobre 2019, (ISBN 979-1096708444)[23]
- La mer contre-attaque !, avec Éric Chaumillon et Mathieu Duméry, Éditions Plume de Carotte, octobre 2021,  (ISBN 978-2366722581)[24]
- Zéro déchet - Le guide inspiré de la nature, avec Nathalie Tordjman et Chloé Metahri, Éditions La Salamandre, juin 2022,  (ISBN 978-2889584888)[25]
- T'inquiète, Les Requins Marteaux, avec Gilles Rochier, Fabcaro, Fabrice Erre et B-gnet, janvier 2024,  (ISBN 978-2-35212-185-5)
- Les Vacances chez Pépé-Mémé, Fluide glacial, avril 2025,  (ISBN 979-1038208391)

## Récompenses
- 2013 : prix Schlingo pour La Bibite à bon Dieu[4].
- 2014 : prix Jacques-Lob au festival BD Boum.
- 2014 : grand prix au festival Quai des Bulles.